# Мартиљијано (Арецо)
Мартиљијано је насеље у Италији у округу Арецо, региону Тоскана.
Према процени из 2011. у насељу је живело 19 становника. Насеље се налази на надморској висини од 796 м.